# Lisa Nicole Carson
Pour les articles homonymes, voir Carson.
Lisa Nicole Carson est une actrice américaine, née le 12 juillet 1969 à Brooklyn, New York (États-Unis).
Elle se fait connaître en jouant des rôles réguliers dans deux séries à succès : Celui de Carla Reece dans la médicale Urgences (1996-2001) ainsi que celui de Renee Raddick dans la comique Ally McBeal (1997-2001).
Diagnostiquée bipolaire, elle met sa carrière entre parenthèses.

## Biographie

### Jeunesse et formation
Lisa Nicole Carson est une actrice américaine née le 12 juillet 1969 à Brooklyn, New York, États-Unis.  
Après avoir passé son enfance en Floride et avoir obtenu son diplôme d'études secondaires de la Buchholz High School en 1987, Lisa Nicole Carson déménage rapidement chez sa grand-mère à New-York pour entamer une formation au métier d'actrice et au chant.  
Elle décroche ses premiers petits boulots au Hunter College of the City University of New York à Manhattan, tout d'abord en travaillant en coulisses, avant de faire des apparitions dans leurs productions théâtrales.

### Carrière
Elle débute comme actrice à la télévision avec de petits rôles dans des séries telles que New York, police judiciaire (Law and Order) en 1991 et Cosby Show en 1992, mais également dans des émissions de divertissement comme The Apollo Comedy Hour.  
Elle joue dans son premier film en 1993 dans la comédie Let's Get Bizzee de Carl Clay et s'essaie au drame l'année suivante dans Jason's Lyric de Doug McHenry.  
Dans le policier Le Diable en robe bleue de Carl Franklin en 1995, elle incarne la jeune Coretta James aux côtés de Denzel Washington, et, la même année, elle exerce ses talents de chanteuse dans le film télévisé Divas.  
Après avoir décroché une série de seconds rôles dans de petites productions telles que White Lies de Ken Selden, Love Jones de Theodore Witcher, et Le Secret du Bayou de Kasi Lemmons, elle intègre le casting de la série à succès Urgences en 1996. Elle y interprète au cours de 29 épisodes le rôle de Carla Reece, amie du Docteur Peter Benton et mère du petit Reese.
L'année suivante, elle décroche le rôle de Renée Raddick, l'amie et colocataire d'Ally, dans Ally McBeal pour 91 épisodes. Cependant, elle fut renvoyée de la série après la quatrième saison à cause de sérieux problèmes de santé.
Ses problèmes de comportement conduisent aussi à son renvoi de la série médicale, en 2001, et à une longue pause dans son activité d'actrice. 
En 2012, elle reprend, brièvement, son rôle de Renee Raddick pour l'ultime épisode de la série La Loi selon Harry.
En 2017, elle tient le rôle de Mae Bell dans la mini-série The New Edition Story.

### Vie privée
Après s'être révélée ingérable dans la série Ally McBeal (1997-2001), puis dans Urgences (1996-2001) et avoir été renvoyée des deux séries, elle est temporairement hospitalisée en psychiatrie et met en suspens sa carrière à partir de 2002. En 2015, dans une interview pour le magazine Essence, elle explique être atteinte d'un trouble bipolaire qui a profondément affecté sa carrière et l'ensemble de sa vie, et dit souhaiter reprendre son activité.

## Filmographie

### Cinéma

#### Longs métrages
- 1993 : Let's Get Bizzee de Carl Clay : rôle non communiqué
- 1994 : Jason's Lyric de Doug McHenry : Marti
- 1995 : Le Diable en robe bleue (Devil in a Blue Dress) de Carl Franklin : Coretta James
- 1997 : Love Jones de Theodore Witcher : Josie Nichols
- 1997 : White Lies de Ken Selden : Glinda
- 1997 : Le Secret du bayou (Eve's Bayou) de Kasi Lemmons : Matty Mereaux
- 1999 : Perpète (Life) de Ted Demme : Sylvia

### Télévision

#### Séries télévisées
- 1991 : New York, police judiciaire : Jasmine (1 épisode)
- 1992 : Cosby Show : une femme dans la foule (1 épisode)
- 1992 : The Apollo Comedy Hour : Artiste régulière
- 1993 : Lifestories: Families in Crisis : Jenny (1 épisode)
- 1993 : ABC Afterschool Special : Desiree (1 épisode)
- 1996 - 2001 : Urgences : Carla Reece / Carla Simmons (29 épisodes)
- 1997 - 2002  : Ally McBeal : Renee Raddick (principale, saisons 1 à 4 et invitée, saison 5 - 91 épisodes)
- 1998 : Getting Personal : Chanteuse de télégramme (1 épisode)
- 1998 : Damon : Lt. Byrne (1 épisode)
- 2012 : La Loi selon Harry : Renee Raddick (1 épisode)
- 2017 : The New Edition Story : Mae Bell (mini-série)

#### Téléfilms
- 1995 : Divas de Thomas Carter : Jewel
- 1999 : Aftershock : Tremblement de terre à New York (Aftershock: Earthquake in New York) de Mikael Salomon : Evie Lincoln

## Distinctions
Sauf indication contraire ou complémentaire, les informations mentionnées dans cette section proviennent de la base de données IMDb.

### Récompenses
- 5e cérémonie des Screen Actors Guild Awards 1999 : meilleure distribution pour une série télévisée comique dans Ally McBeal[4]

### Nominations
- NAACP Image Awards 1998 : meilleure actrice dans un second rôle dans une série télévisée dramatique pour Urgences
- 4e cérémonie des Screen Actors Guild Awards 1998 : meilleure distribution pour une série télévisée comique dans Ally McBeal[5]
- Viewers for Quality Television Awards 1998 : meilleure actrice dans un second rôle dans une série télévisée comique pour Ally McBeal
- NAACP Image Awards 1999 : meilleure actrice dans un second rôle dans une série télévisée comique pour Ally McBeal
- NAACP Image Awards 2000 : meilleure actrice dans un second rôle dans une série télévisée comique pour Ally McBeal
- 6e cérémonie des Screen Actors Guild Awards 2000 : meilleure distribution pour une série télévisée comique dans Ally McBeal[5]
- 7e cérémonie des Screen Actors Guild Awards 2001 : meilleure distribution pour une série télévisée comique dans Ally McBeal[6]
- NAACP Image Awards 2002 : meilleure actrice dans un second rôle dans une série télévisée comique pour Ally McBeal